# アズラキー・ヘラヴィー
アズラキー・ヘラヴィー（ペルシア語: ازرقی هروی, ラテン文字転写: Azraqī Heravī、生歿年不詳）は、11世紀のヘラート出身のペルシア語詩人。「ヘラヴィー（あるいはハラウィー）」は「ヘラート」に基づくニスバであり、「アズラキー（あるいはアズラギー）」は筆名である。アズラキーの本名は、12世紀の詩人ネザーミー・アルーズィーによると「アブーバクル・イブン・イスマーイール」と伝わる。その他の呼び名としては、13世紀の文人アウフィーによると「シャラフッザマーン・アブルマハースィン」がある。
11世紀中葉から後半のホラーサーン、ケルマーンあたりは、オグズ系遊牧民の支配（のちのセルジューク朝）下に入りつつあった。当時のヘラートは、スルターン・アルプ・アルスラーンを父とするシャムスッダウラ・トゥガーンシャー王子が領しており、アズラキーは若いころから臣下として、この王子とつるんでいた。また、トゥガーンシャーのみならず、セルジューク家のケルマーンを治めた一分家の王子アミーラーンシャーにも気に入られていた。アズラキーはカスィーダ形式の頌詩に優れていたが、頌詩における賞揚の対象の多くは、これらセルジューク家の王子たちである。
ネザーミー・アルーズィーによると、アズラキーの父はヘラートで書肆（ワッラーク）を営んでいたという。さらにネザーミーによると、このアズラキーの父の書庫には、11世紀の詩人フェルドウスィーがガズナ朝のマフムードから逃亡した際に逃げ込み、半年間閉じこもって難を避けたという。
アズラキーの歿年について、古い研究、たとえば19世紀ガージャール朝の詩人レザーコリー・ハーン・ヘダーヤトが編んだ文学史では、ヘジラ暦526年（西暦1132年前後）と推定されているが、詩の中の文言に基づくとヘジラ暦465年（西暦1073年前後）以前に亡くなっている可能性が高いという説もあり、はっきりしない。
1. 1 2 3 4 5 6 7 8 9 10  Dj. Khaleghi Motlagh (1988). "Azraqī Heravī". Encyclopaedia Iranica.